# Waar wij wonen
Waar wij wonen is een Verkade-album, geschreven door Jac. P. Thijsse. Dit album verscheen in 1937. De in te plakken platen, werden verkregen door de bonnen die bij de Verkade-producten waren toegevoegd, in te leveren. De in te plakken platen zijn aquarellen van C. Rol, J. Voerman jr, H. Rol. 

## Bibliografische gegevens
- Thijsse, Jac. P. (1937) - Waar wij wonen. Zaandam : Verkade's fabrieken. "Te illustreeren met Verkade's plaatjes naar aquarellen van J. Voerman, C.Rol, H. Rol. Samenstelling van het album door Jac P. Thijsse. Bandversiering en zwart-wit tekeningen zijn van C. Rol. Plaatjes in offsetdruk van L. van Leer & Co. Druk- en bindwerk van Blikman & Sartorius."[1] 105 pgs.

De prijs van het album was in die tijd 0,75 cent. Het verscheen in een oplage van 110.572 exemplaren.

## Het album
Verkade wilde om de traditie van het album te handhaven een betere kwaliteit uitgave maken dan de vorige albums. Voor het album "Waar wij wonen" werd dikker omslag van karton gebruikt en een zwaardere papierkwaliteit. Nieuw was het gebruik van een rode steunkleur voor de titel op de titelpagina's en de eerste letter van het boek. Firma van Leer maakte voor het drukken van de kleurenplaten voor het eerst gebruik van glasplaten in plaats van lithografische stenen. Het album "Waar wij wonen" begint met een voorwoord van Jac. P. Thijsse. In de inleiding beschrijft hij de schoonheid van Nederland. "In de volgende hoofdstukken willen wij trachten tot die waardering te geraken en verzoening te zoeken" aldus Jac. P. Thijsse.
Het album is onderverdeeld in 6 hoofdstukken en 2 pagina's register. 
1. De groote rivieren (p. 12 - 20)
2. De duinen (p.21 - 29)
3. De plassen en moerassen (p.30 - 38)
4. Heide en vennen (p. 39 - 48)
5. Bosschen en beken (p. 49 - 56)
6. Zuid-Limburg (p. 57 - 64)

Het album wordt afgesloten met een register.

## De afbeeldingen
Voor dit album waren 27 grote kleurenplaten nodig. Deze varieerden van briefkaart tot pagina groot. Alle aquarellen zijn prachtig geschilderd. De platen konden alleen met bonnen verkregen worden. Voor 6 bonnen werd 1 grote plaat en voor 5 bonnen 1 plaat van kleiner formaat verstrekt. De platen zijn heel leerzaam want er is veel op te zien.”

## Titelplaat
De titelplaat van het album "Waar wij wonen" was zolang de voorraad strekt afzonderlijk verkrijgbaar. Deze grote aquarel werd vaak als wandversiering gebruikt. De plaat was te bestellen door 25 plaatjes of bonnen van dit album plus 3 cent porto op te sturen.